# Miss Belgique 2003
Miss Belgique 2003, 72e élection de Miss Belgique, s'est déroulée le 29 novembre 2002 à Bruxelles.
Le concours a été présenté en néerlandais par Francesca Vanthielen et en français par Jean-Michel Zecca. Il a été diffusé sur RTL-TVI en Wallonie et sur VTM en Flandre.
La gagnante, Julie Taton, succède à Ann Van Elsen, Miss Belgique 2002.

## Classement final
| Titre              | Candidates |
| ------------------ | --- |
| Miss Belgique 2003 | - Namur - Julie Taton |
| 1re dauphine       | - Anvers - Zoe van Gastel |
| 2e dauphine        | - Flandre occidentale - Saïdja Hellebuyck |
| Top 5              | - Anvers - Sundus Madhloom - Brabant flamand - Marilien Poelmans                                                                              |
| Top 10             | - Hainaut - Carol Brepols - Liège - Géraldine Delvaux - Flandre occidentale - Emmy Mattan - Bruxelles - Carine Okenghe - Liège - Maïté Moline |

## Candidates
| Titre régional                          | Nom               | Âge    | Domicile                |
| --------------------------------------- | ----------------- | ------ | ----------------------- |
| Miss Hainaut                            | Carol Brepols     | 18 ans | Haine-Saint-Pierre      |
| 2e dauphine de Miss Liège               | Géraldine Delvaux | 19 ans | Saint-Georges-sur-Meuse |
| Flandre occidentale                     | Saïdja Hellebuyck | 20 ans | Tielt                   |
| 2e dauphine de Miss Anvers              | Sundus Madhloom   | 19 ans | Wilrijk                 |
| 2e dauphine de Miss Flandre occidentale | Emmy Mattan       | 22 ans | Roeselaere              |
| Miss Liège                              | Maïté Moline      | 20 ans | Embourg                 |
| Miss Bruxelles                          | Carine Okenghe    | 23 ans | Evere                   |
| Brabant flamand                         | Marilien Poelmans | 22 ans | Zellik                  |
| Miss Namur                              | Julie Taton       | 18 ans | Jambes                  |
| Miss Anvers                             | Zoë Van Gastel    | 19 ans | Boechout                |

## Jury
- Cécile Muller, Présidente du comité Miss Belgique
- Leonardo Giovagnoli, finaliste de la Star Academy belge
- Rick Guard, chanteur de jazz britannique
- Enzo Scifo, footballeur-entraîneur
- Sandrine Corman, Miss Belgique 1997

## Observations